# Mauricio Alonso Rodríguez
Mauricio Alonso Rodríguez Lindo (ur. 12 września 1945 w San Salvador) – salwadorski piłkarz i trener, reprezentant kraju grający na pozycji pomocnika.

## Kariera klubowa
Nazywany Pipo, Rodríguez grał w piłkę nożną w szkole średniej w Colegio Externado San José. Zaczął grać zawodowo w Atlante San Alejo w 1962. Następnie występował w CD FAS.
Rodriguez na stałe podpisał kontrakt z Universidad de El Salvador i grał w od 1963 do 1972. Universidad był zawodowym klubem piłkarskim, który grał w Primera División de El Salvador. W wieku 20 lat został z Luisem Ernesto Tapią z Panamy najlepszym strzelcem ligi, zdobywając 23 gole w sezonie 1965/66. W sezonie 1965/1966 ekipa Universidad odniosła pierwszy i zarazem jedyny większy sukces w swojej historii w postaci wicemistrzostwa Salwadoru, tracąc trzy punkty w tabeli do klubu Alianza FC. Kontuzje kolana zmusiły go do wycofania się z gry w piłkę nożną w wieku 27 lat w roku 1972.

## Kariera reprezentacyjna
W wieku 16 lat Rodríguez został wybrany do gry w reprezentacji Salwadoru do lat 17 w piłce nożnej. Rok później, w wieku 17 lat zadebiutował w seniorskiej drużynie Salwadoru. Pomógł drużynie narodowej zakwalifikować się i zagrać na Igrzyskach Olimpijskich w 1968. Podczas turnieju zagrał w dwóch spotkaniach z Węgrami i Ghaną, z którą strzelił gola na wagę remisu.
Rodríguez zagrał w 8 meczach eliminacyjnych do Mistrzostw Świata 1970. Eliminacje zakończyły się pierwszym w historii awansem Salwadoru na Mundial. Podczas turnieju zagrał w 3 spotkaniach fazy grupowej ze Związkiem Radzieckim, Meksykiem i Belgią. 
Po raz ostatni w drużynie narodowej pojawił się w 1970. Łącznie w latach 1963–1970 zagrał w 37 spotkaniach reprezentacji Salwadoru, w których strzelił 10 bramek. 
| Wybrane mecze i gole w reprezentacji | Wybrane mecze i gole w reprezentacji | Wybrane mecze i gole w reprezentacji | Wybrane mecze i gole w reprezentacji | Wybrane mecze i gole w reprezentacji | Wybrane mecze i gole w reprezentacji | Wybrane mecze i gole w reprezentacji |
| #                                    | Data                                 | Miasto                               | Przeciwnik                           | Gol                                  | Wynik                                | Rozgrywki                            |
| ------------------------------------ | ------------------------------------ | ------------------------------------ | ------------------------------------ | ------------------------------------ | ------------------------------------ | ------------------------------------ |
| 1.                                   | 10.03.1965                           | San Salvador                         | Nikaragua                            |                                      | 4:0                                  | towarzyski                           |
| 2.                                   | 28.03.1965                           | Gwatemala                            | Meksyk                               |                                      | 0:2                                  | Mistrzostwa CONCACAF 1965            |
| 3.                                   | 30.03.1965                           | Gwatemala                            | Antyle Holenderskie                  |                                      | 1:1                                  | Mistrzostwa CONCACAF 1965            |
| 4.                                   | 08.04.1965                           | Gwatemala                            | Kostaryka                            |                                      | 2:1                                  | Mistrzostwa CONCACAF 1965            |
| 5.                                   | 13.10.1968                           | Guadalajara                          | Węgry                                |                                      | 0:4                                  | IO 1968                              |
| 6.                                   | 17.10.1968                           | León                                 | Ghana                                | Gol                                  | 1:1                                  | IO 1968                              |
| 7.                                   | 15.12.1968                           | San Salvador                         | Antyle Holenderskie                  |                                      | 1:2                                  | El. MŚ 1970                          |
| 8.                                   | 22.12.1968                           | Paramaribo                           | Surinam                              | Gol                                  | 1:4                                  | El. MŚ 1970                          |
| 9.                                   | 03.06.1970                           | Meksyk                               | Belgia                               |                                      | 0:3                                  | MŚ 1970                              |
| 10.                                  | 07.06.1970                           | Meksyk                               | Meksyk                               |                                      | 0:4                                  | MŚ 1970                              |
| 11.                                  | 10.06.1970                           | Meksyk                               | Surinam                              |                                      | 0:2                                  | MŚ 1970                              |

## Kariera trenerska
„Pipo” Rodríguez został trenerem poprzez Stowarzyszenie Trenerów Piłki Nożnej Salwadoru (AEFES). Uzyskał licencję poziomu „A” i tytuł „instruktora” tego stopnia. Został trenerem drużyny Universidad de El Salvador w 1975. Później trenował Sport Club Molsa oraz Sport Club Tapachulteca. Mauricio był także trenerem drużyny CD Chalatenango.
W 1973 został trenerem narodowej drużyny Salwadoru do lat 17 w piłce nożnej. Następnie w 1975 roku został mianowany trenerem drużyny do lat 23.
W 1980 Mauricio Rodriguez został mianowany trenerem pierwszej reprezentacji Salwadoru, którą wprowadził na Mistrzostwa Świata 1982 w Hiszpanii. Drużyna odpadła fazie grupowej, przegrywając 0:1 z Belgią, 0:2 z Argentyną i 1:10 z Węgrami. Po turnieju „Pipo” przeszedł na sportową emeryturę.

## Sukcesy
Universidad de El Salvador
- Król strzelców Primera División de El Salvador (1): 1965/66 (23 bramki) (ex-aequo z Luisem Ernesto Tapią)